# General Motors India
General Motors India Private Limited era una filiale di General Motors per le sue operazioni in India. General Motors deteneva il 93% del capitale di questa partnership e il restante 7% era detenuto da SAIC. È stata la quinta più grande azienda produttrice di automobili in India dopo Maruti Suzuki, Hyundai, Tata Motors e Mahindra. Dopo 21 anni di attività in India, General Motors ha cessato la vendita di automobili in India nel 2017 come parte delle sue azioni di ristrutturazione globale.
L'obiettivo principale di General Motors India era la produzione e l'esportazione di piccole auto e componenti automobilistici. I suoi mercati di esportazione includevano il Messico e alcuni altri paesi dell'America Latina fino al 2020. Il suo obiettivo secondario era fornire parti e servizi correlati per i veicoli GM venduti in India.

## Storia
General Motors iniziò le sue attività in India nel 1928, assemblando automobili, camion e autobus Chevrolet, ma cessò le sue operazioni di assemblaggio nel 1954. GM continuò con i legami con Hindustan Motors per costruire i camion Bedford, le automobili Vauxhall e le trasmissioni Allison.
Nel 1994, GMIPL è stata costituita come joint venture, posseduta al 50% da Hindustan Motors e al 50% da General Motors, per produrre e vendere veicoli a marchio Opel. GM ha rilevato la quota di Hindustan Motors nel 1999. GMIPL ha continuato a produrre automobili Opel nello stabilimento di Halol fino al 2003, quando ha iniziato la produzione di veicoli Chevrolet in quella posizione.
Nel 2000, GMIPL ha trasferito la propria sede a Gurgaon. Nel 2003, l'azienda ha aperto le operazioni del suo centro tecnico a Bangalore, che comprendeva attività di ricerca e sviluppo e ingegneria dei veicoli. Le operazioni del centro tecnico sono state ampliate per includere servizi di acquisto e supporto finanziario per le operazioni di General Motors situate al di fuori dell'India (2006), progettazione e ingegneria di motori e trasmissioni di veicoli (2007) e uno studio di progettazione di veicoli (2007).
GMIPL ha iniziato la costruzione di un secondo impianto di assemblaggio di veicoli a Talegaon nel 2006, che ha iniziato la produzione di veicoli Chevrolet nel settembre 2008.
Alla fine del 2009, General Motors ha annunciato che avrebbe trasformato la sua attività in India in un'impresa 50-50 con Shanghai Automotive Industry Corporation of China, che è il partner dell'impresa principale di GM in Cina.
Nell'ottobre 2012, General Motors-Chevrolet ha annunciato di aver aumentato la partecipazione nella sua filiale indiana al 93% acquistando il 43% dal suo partner cinese SAIC per una somma non rivelata.
Nel dicembre 2017, la società ha interrotto la vendita di veicoli Chevrolet nel mercato indiano, mentre la Chevrolet Beat ha continuato a essere prodotta nello stabilimento di Talegaon per l'esportazione. Lo stabilimento di Talegaon è stato chiuso il 24 dicembre 2020.
Nel gennaio 2020, è stato annunciato che il produttore automobilistico cinese Great Wall Motors avrebbe acquisito lo stabilimento di produzione Talegaon di General Motors vicino a Pune. L'impianto doveva essere venduto entro dicembre 2020, ma a causa degli scontri sino-indiani del 2020-2021, il governo indiano non ha ancora approvato la vendita dell'impianto. Questo è stato l'ultimo stabilimento GM in India dopo la vendita dello stabilimento di Halol, Gujarat a SAIC. L'accordo è fallito nel giugno 2022.

## Impianti di produzione
GMIPL gestiva impianti di produzione di veicoli in Halol, Gujarat e Talegaon Dabhade e Maharashtra. Ha mantenuto le sedi a Halol e Gurgaon e un grande centro tecnico a Bangalore. I suoi stabilimenti di produzione Halol e Talegaon Dabhade avevano una capacità produttiva combinata di 225.000 veicoli all'anno. Tra il 2018 e il 2020, questo stabilimento ha prodotto solo la Beat con guida a sinistra per i mercati di esportazione, mentre lo stabilimento di Halol è stato rilevato da MG Motor India.

## Vendite, servizi e attività di marketing
Come la maggior parte delle altre aziende automobilistiche in India, GMIPL nominava concessionari di proprietà indipendente per vendere, riparare e commercializzare i veicoli che produce. A partire dall'agosto 2008, gestiva la rete di concessionarie Chevrolet (compresi i concessionari di esportazione situati in Nepal, Bangladesh, Sri Lanka e Bhutan) dalla sua sede centrale a Gurgaon e dagli uffici di zona regionali a Mumbai, Kolkata e Chennai.
GMIPL vendeva anche parti e servizi a fornitori indipendenti di manutenzione dei veicoli con il marchio ACDelco. Le vendite di GM India sono scese a 6.079 unità nel maggio 2012, mentre nel maggio 2013 era di 8.329 unità.

## Controversia sulla regolamentazione delle emissioni
Nel luglio 2013, GM India ha annunciato un richiamo di 114.000 unità della Tavera. Dopo il richiamo, un'indagine interna ha rivelato che GM India stava violando le norme indiane sui test. Secondo l'indagine interna, alcuni dipendenti di GM India stavano mettendo a punto motori a emissioni più elevate che avevano già fallito i test. 25 dipendenti sono stati licenziati in seguito all'incidente e anche GM India avrebbe dovuto pagare una multa di ₹ 23 milioni ($ 358.000).

## Modelli

### Chevrolet
- Chevrolet Optra (2003–2012)
- Chevrolet Forester (2003-2007)
- Chevrolet Tavera (2004–2017)
- Chevrolet Aveo (2006–2012)
- Chevrolet Optra SRV (2006–2010)
- Chevrolet Aveo U-VA (2006–2012)
- Chevrolet Spark (2007–2017)
- Chevrolet Captiva (2008–2016)
- Chevrolet Cruze (2009–2017)
- Chevrolet Beat (2010–2020)
- Chevrolet Sail U-VA (2012–2017)
- Chevrolet Sail (2013–2017)
- Chevrolet Enjoy (2013–2017)
- Chevrolet Trailblazer (2015–2017)
- Chevrolet Beat notchback (2017–2020)

### Opel
- Opel Astra (1996–2003)
- Opel Corsa (2000–2006)
- Opel Vectra (2003–2006)
- Opel Corsa Swing (2003–2006)
- Opel Corsa Sail (2003–2006)